# Râul Ille
Ille este un râu mic din Bretania, în vestul Franței. Este un afluent al râului Vilaine iar confluența lor este în orașul Rennes. 
Ille este legat de râul Rance prin canalul Ille et Rance ce permite accesul dinspre Rennes către Marea Mânecii lângă Saint-Malo. Actualmente canalul este folosit în principal de către vase de agrement.